# Grälls-Pellestjärnen
Grälls-Pellestjärnen är en sjö i Rättviks kommun i Dalarna och ingår i Dalälvens huvudavrinningsområde.